# Weiss auf Westheim

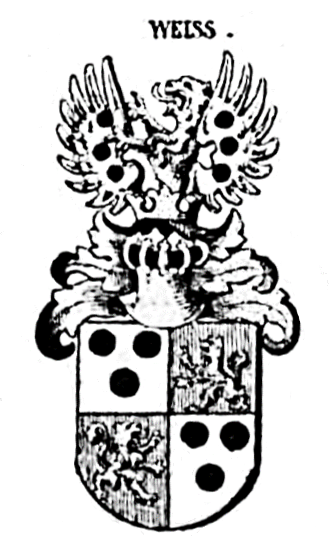
Wappen derer von Weiss auf Westheim in Siebmachers Wappenbuch

Weiss bzw. Weiss auf Westheim ist der Name eines bayerischen Briefadelsgeschlechts.
Die Familie ist zu unterscheiden von dem nichtverwandten Augsburger Patrizier- und Adelsgeschlecht Weiss und von anderen Augsburger Familien dieses Namens, darunter den Weiß mit drei Kronen im Wappen.

## Geschichte
König Ludwig I. von Bayern erhob Franz Joseph Weiss, Magistratsrat in Augsburg und Besitzer des Ritterguts Westheim, am 21. Oktober 1837 in den Adelstand. Den Beinamen „von Westheim“ führte das Geschlecht jedoch nicht, sondern die früheren Besitzer des Gutes, die Herren von Langenmantel.
Caroline Weiss, Tochter von Franz Joseph von Weiss, war mit Ernst Franz Freiherr Molitor von Mühlfeld verheiratet. Eines ihrer Kinder war der Maler Joseph Molitor von Mühlfeld.

## Wappen
Blasonierung: Von Silber und Rot geviert. Felder 1 und 4 drei (2:1) schwarze Kugeln; Felder 2 und 3 ein einwärtsgekehrter goldener Löwe. Auf dem gekrönten Helm ein offener silberner Flug, jeder Flügel mit drei pfahlweise gestellten schwarzen Kugeln belegt, dazwischen der Löwe wachsend. Die Helmdecken sind rechts schwarz-silbern, links rot-golden.